# Poro (instrumento musical)

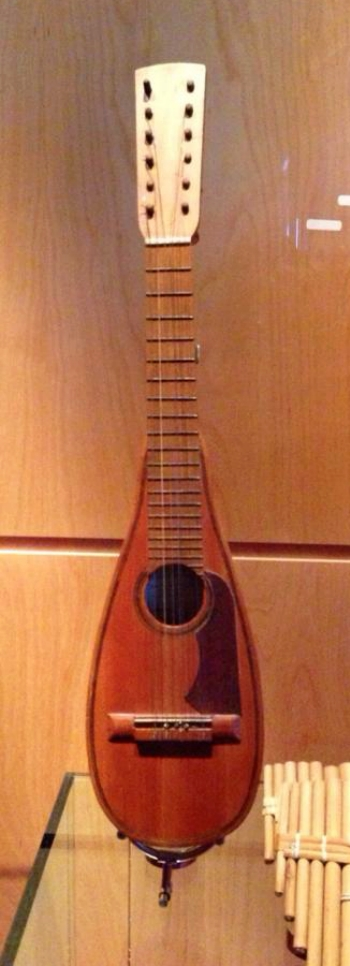
Isaac T. Rodríguez. Arequipa, Perú, c.1963. MDMB 840. Museu de la Música de Barcelona

## Categoría
El poro es un instrumento musical de la familia de los cordófonos de cuerda pulsada. 

## Organología
Consta de seis órdenes dobles con cuerdas de metal. El diapasón está superpuesto a la tapa armónica y tiene 21 trastes fijos. El clavijero tiene clavijas para doce cuerdas y el puente tiene sistema de atado. La tapa es piriforme y de superficie plana con apertura acústica circular y golpeador. La caja de resonancia tiene el fondo abombado. Los materiales utilizados en su construcción pueden ser: 
- Pino y cedro para la tabla armónica
- Corteza de calabaza para la caja armónica
- Mástil, pala y diapasón (?)
- Puente de sapeli (?)
- Golpeador de caoba

La decoración está hecha de marquetería.

## Marco histórico y geográfico
El término poro viene del quechua púru y hace referencia a una calabaza piriforme con cuello, material del que está hecho el cuerpo del instrumento. Tal metonimia se da también en el caso del quirquincho, nombre del animal con cuyo caparazón de hace el cuerpo del instrumento y que se extiende, este nombre, al instrumento en sí mismo. No existe mucha documentación sobre el poro en concreto pero parece ser, al igual que el charango, una variante regional de la guitarra española, la bandurria o la vihuela en el proceso de transculturación que experimentó la población indígena a partir de la época colonial. De igual manera es en Arequipa donde se toca la bandola de seis cuerdas, que se podría emparentar con el poro en cuanto a número de órdenes y forma. 

## Luthiers
- Isaac T. Rodríguez. Arequipa, Perú.[4]